# I Got a Woman
"I Got a Woman" (oorspronkelijk getiteld "I've Got a Woman") is een nummer van de Amerikaanse muzikant Ray Charles. In december 1954 werd het nummer uitgebracht als single. In 1957 stond het nummer op het album Ray Charles, later hernoemd naar Hallelujah I Love You So.

## Achtergrond
"I Got a Woman" is geschreven door Charles en Renald Richard en geproduceerd door Jerry Wexler. In het nummer zingt Charles over de positieve dingen die zijn vriendin, die aan de andere kant van de stad woont, voor hem doet. De melodie is geïnspireerd door "It Must Be Jesus" van The Southern Tones. Charles hoorde dit nummer op de radio toen hij in de zomer van 1954 op tournee was met zijn band. De brug is geïnspireerd door "Living on Easy Street" van Big Bill Broonzy. Charles en Richard, trompettist in de band, schreven vervolgens een nummer met een snel gospelritme en een door jazz geïnspireerde rhythm-and-bluesachtergrond. Het nummer zou een vroeg voorbeeld blijken van wat later als soulmuziek zou worden omschreven, een term die aan populariteit won nadat Charles vijf jaar later "What'd I Say" uitbracht.
"I Got a Woman" werd op 18 november 1954 opgenomen in de studio van het radiostation WGST in Atlanta. Het is de eerste grote hit uit de carrière van Charles en bereikte in januari 1955 de nummer 1-positie in de Amerikaanse r&b-lijst. Charles vertelde later in een interview met Pop Chronicles dat hij het nummer al een jaar live had gespeeld voordat hij het had opgenomen. Dit nummer betekende het begin van een lange carrière voor Charles, waarin hij veel hits had. In 1965 bereikte een nieuwe versie opgenomen door Charles onder de titel "I Gotta Woman" plaats 79 in de Billboard Hot 100. In 2010 zette het tijdschrift Rolling Stone de originele versie van het nummer op plaats 239 in hun lijst The 500 Greatest Songs of All Time.

## Versie van Elvis Presley
Op 5 januari 1955 nam Elvis Presley een cover van "I Got a Woman" op als onderdeel van zijn Sun-opnamen, maar deze tape is verloren gegaan. Op 10 januari 1956 nam hij een nieuwe cover op in de studio van zijn platenlabel RCA Records in Nashville, geproduceerd door Steve Sholes. Op 31 augustus van dat jaar werd het uitgebracht als single, maar het behaalde nergens de hitlijsten. Wel stond het op zijn debuutalbum Elvis Presley, dat later dat jaar werd uitgebracht. Ondanks het geringe succes speelde Presley het live tijdens de meeste van zijn optredens in de jaren '50 en tussen zijn terugkeer naar het podium in 1969 en zijn overlijden 1977.

## Versies van The Beatles
The Beatles hebben twee versies van "I Got a Woman" opgenomen voor de radiozenders van de BBC. De eerste versie werd op 16 juli 1963 opgenomen in het BBC Paris Theatre in Londen voor het radioprogramma Pop Go The Beatles. Deze versie werd in 1994 uitgebracht op het compilatiealbum Live at the BBC.
Op 31 maart 1964 nam de band een tweede versie op in het Playhouse Theatre in Londen voor het radioprogramma Saturday Club. In 2013 werd deze versie uitgebracht op het compilatiealbum On Air – Live at the BBC Volume 2. Deze versie is korter dan de versie die op Live at the BBC stond.

## Overig
Andere artiesten die een hit hebben gescoord met "I Got a Woman" zijn Jimmy McGriff (in 1962, #20 in de Hot 100 en #5 in de r&b-lijst), Freddie Scott (in 1963, #48 in de Hot 100) en Ricky Nelson (1963, #49 in de Hot 100). De cover van McGriff werd in Nederland gebruikt als de eindtune van het radioprogramma Boogie Nights. Ook Tony Sheridan heeft een coverversie opgenomen, die in 1964 op zijn album Just a Little Bit of Tony Sheridan verscheen.
De band Dire Straits noemden "I Got a Woman" in hun eigen single "Walk of Life", afkomstig van het album Brothers in Arms uit 1985.
"I Got a Woman" wordt gesampled in "Gold Digger" van Kanye West. Een regel in het bijzonder is tijdens het nummer vaak in de achtergrond te horen. Een interpolatie door Jamie Foxx, die in 2004 de rol van Charles speelde in de biopic Ray, dient als introductie van "Gold Digger".